# ピュシュペクラダーニ - ビハルケレステシュ線
ピュシュペクラダーニ - ビハルケレステシュ線（ピュシュペクラダーニ - ビハルケレステシュせん、ハンガリー語: Püspökladány–Biharkeresztes-vasútvonal）は、ハンガリー国鉄の鉄道線の名称である。路線番号は101。ブダペストとトランシルヴァニアを結ぶ路線である。

## 歴史
1856年11月10日にティサ地域鉄道（Tiszavidéki Vasút, TVV）はこの路線に関する建設許可を獲得した。1858年4月22日にピュシュポェ＝クラスダーニ - ナジュヴァーラド間がTVVにより開通された。
2020年10月に鉄道の現代化改修工事はピュシュペクラダーニ - ビハルケレステシュ間で開始された。

## 運行形態
特急と普通について説明する。

### 普通
ピュシュペクラダーニ - ビハルケレステシュ間に、1時間に1本の運行。ただし午前中は本数が少なく、特急と合わせて2時間間隔が空くこともある。大部分はピュシュペクラダーニで100号線デブレツェン方面の列車と接続する。一日5往復のみルーマニア国内に直通し、オラデア発着となる。
2022年度以前は、ルーマニアに直通する列車が2往復のみで、うち1往復がルーマニア国鉄310号線のサロンタまで直通していた。2023年度より2往復ともオラデア発着となり、2024年度よりオラデア直通が一日5往復に増発された。

### 過去の運行種別
- 特急(Gy)
  -  コルヴィン号：　ブダペスト東駅 - ピュシュペクラダーニ - クルジ・ナポカ
2022年度より、一日1往復運行していた。ピュシュペクラダーニ以西は100号線に、オラデア以東はルーマニア国鉄300号線に直通していた。バーラーンド、シャープ、メゼーペテルドを除く各駅に停車していた。
 2024年度以降運行していない。
- 特急(EC) 
  - トランシルヴァニア号： ウィーン - ピュシュペクラダーニ - クルジ・ナポカ
2018年以前、インターシティ(IC)として一日1往復運行していた[5]。ピュシュペクラダーニ以西は100号線に、オラデア以東はルーマニア国鉄300号線に直通していた。101号線内は各駅に停車していた。
2019年度より、ユーロシティ(EC)に種別変更となった。
 2024年度以降運行していない。
- 特急(IC) 
  - コロナ号： ブダペスト - ピュシュペクラダーニ - オラデア - ブラショフ
一日1往復ずつ、合わせて2往復運行していた。ピュシュペクラダーニ以西は100号線に、オラデア以東はルーマニア国鉄300号線に直通する。101号線内は各駅に停車していた。
 2024年度以降、105号線経由となり、101号線は運行しなくなった。

## 駅一覧
以下では、ハンガリー国鉄101号線の駅と営業キロ、停車列車、接続路線などを一覧表で示す。
- 種別
  - S：普通
- 停車駅
  - ■印：全列車停車
  - ●印：一部通過
  - ○印：一部停車
  - ｜印：全列車通過

| 路線名 | 駅名                       | 駅間営業キロ | 累計営業キロ | S | 接続路線                                                                    | 所在地     | 所在地                 | 所在地                     |
| ------ | -------------------------- | ------------ | ------------ | - | --------------------------------------------------------------------------- | ---------- | ---------------------- | -------------------------- |
| 101    | ピュシュペクラダーニ駅     | -            | 0            | ■ | 100号線（ブダペスト方面、ニーレジハーザ方面） 128号線（セグハロム方面）     | ハンガリー | ハイドゥー・ビハール県 | ピュシュペクラダーニ郡     |
| 101    | バーラーンド駅             | 9            | 9            | ■ |                                                                             | ハンガリー | ハイドゥー・ビハール県 | ピュシュペクラダーニ郡     |
| 101    | シャープ駅                 | 11           | 20           | ■ |                                                                             | ハンガリー | ハイドゥー・ビハール県 | ピュシュペクラダーニ郡     |
| 101    | ベレッチョーウーイファル駅 | 14           | 34           | ■ |                                                                             | ハンガリー | ハイドゥー・ビハール県 | ベレッチョーウーイファル郡 |
| 101    | メゼーペテルド駅           | 8            | 42           | ■ |                                                                             | ハンガリー | ハイドゥー・ビハール県 | ベレッチョーウーイファル郡 |
| 101    | ビハルケレステシュ駅       | 9            | 51           | ■ |                                                                             | ハンガリー | ハイドゥー・ビハール県 | ベレッチョーウーイファル郡 |
| 300    | エピスコピア・ビホル駅     | 13           | 64           | ■ | ルーマニア国鉄402号線（サトゥ・マレ方面）                                   | ルーマニア | ビホル県               | オラデア市                 |
| 300    | オラデア駅                 | 6            | 70           | ■ | ルーマニア国鉄 300号線（クルジ・ナポカ方面）、310号線（ティミショアラ方面） | ルーマニア | ビホル県               | オラデア市                 |